# R-27K
L'R-27K (nome in codice NATO: SS-NX-13) era un missile balistico antinave di concezione sovietica, capace di svolgere un ruolo antinave, destinato ad equipaggiare sottomarini a corto raggio della Voenno-morskoj flot SSSR, la marina militare dell'Unione Sovietica. Venne sviluppato negli anni sessanta, ma non entrò mai in servizio. Il missile fu inizialmente designato dai servizi di intelligence americana con la sigla KY-9, che significava nono tipo di missile lanciato dal poligono di Kapustin Yar.

## Storia del progetto
Durante la crisi dei missili di Cuba la Marina sovietica si trovò ad affrontare il problema dell'attacco alle task force americane comprendenti le navi portaerei. Sulla base dei risultati acquisiti venne deciso di sviluppare un missile balistico antinave (Anti Ship Ballistic Missile), derivandolo dall'SLBM (Submarine-launched Ballistic Missile) R-27, che fu designato R-27K (dove "K" sta per Korabelnaya). Tale missile doveva essere installato su alcuni sommergibili lanciamissili balistici classe Golf e classe Yankee I. L'arma era caratterizzata da una parte terminale anteriore di forma conica in cui era installato il sistema di guida inerziale, e dotata di una testata nucleare della potenza di 0,65 megatoni. I suoi bersagli ideali, secondo i vertici della marina sovietica, avrebbero dovuto essere le stazioni di rilevamento radar costiere, i lenti convogli trasporto truppe e i gruppi da battaglia formati da portaerei. Il sistema inerziale ricavava i dati di posizione del bersaglio dai satelliti di sorveglianza elettronica della serie LEGENDA e dagli aerei da pattugliamento marittimo Tupolev Tu-20 Bear-D. I dati erano trasmessi al sommergibile lanciamissili che, per riceverli, doveva portarsi in affioramento. Il raggio d'azione previsto era di 900 km. La progettazione in dettaglio fu affidata all'SKB-385 diretto dall'Accademico ingegnere V. P. Makeyev, lo stesso che aveva progettato l'SLBM R-27.

## Tecnica
Il missile, che ricevette la designazione ufficiale di 4K18, disponeva di un doppio stadio a propellente liquido, ed aveva una gittata compresa tra i 50 km (minima) ed i 950 km (massima). 
Il primo stadio utilizzava un propellente ipergolico formato dalla combinazione di dimetilidrazina asimmetrica (UDMH) come combustibile, e tetrossido di diazoto (NTO) come ossidante. I motori a ciclo chiuso Isayev del primo stadio erogavano una spinta totale di 23 500 kg per 122 secondi. L'accelerazione al lancio raggiungeva 1,94 g. 
Il secondo stadio conteneva il Maneuvering Re-Entry vehicle, con annesso sistema di guida inerziale, assistito da un sistema ELINT di ricerca passiva che era posizionato all'interno del missile stesso.
La testata pesava 650 kg, e la potenza erogata dalla carica bellica nucleare era compresa tra i 0,5 ed i 1,2 megatoni, con 650 kT come potenza ottimale. Il CEP era variabile a seconda del bersaglio. Infatti, in modalità puramente balistica, contro obiettivi “tradizionali” (strutture e simili), la precisione era nell'ordine dei 500 metri, mentre era decisamente più preciso nei confronti di bersagli che emanavano onde o frequenze radio: la precisione in questo caso era di 200-300 metri. Tale CEP rendeva l'uso di una testata nucleare assolutamente indispensabile per distruggere completamente il bersaglio previsto. Inoltre, la sua traiettoria rialzata e la possibilità di riconfigurare il secondo stadio dopo il lancio, permettevano di correggere “in corsa” il punto di impatto di una cinquantina di km.

## Impiego operativo
Nel 1968 fu deciso di procedere allo sviluppo dell'arma, e per condurre i test operativi, tra il 1969 e il 1971 un sommergibile della classe Golf IV fu sottoposto a lavori di trasformazione presso i cantieri Zvezdochka sotto la direzione dell'ingegnere V.V. Borisov. Il K-102 (ex B-121) fu convertito sotto la designazione di Project 605, che prevedeva l'inserimento nello scafo di una nuova sezione, dotata di quattro tubi lanciamissili disposti a coppie, lunga 18,3 metri e del peso di 780 tonnellate. Con l'installazione di questa sezione il dislocamento della nave raggiunse le 3 642 tonnellate in superficie e le 4 660 tonnellate in immersione. Inoltre il sottomarino fu equipaggiato con un sistema di ricezione dei dati satellitari B-605 KASATKA e una direzione del tiro RECORD-2.
I lanci di prova del missile iniziarono il 9 dicembre 1972, con il sommergibile ancora privo del sistema di direzione del tiro che fu installato in un secondo tempo. Tra l'11 settembre e il 4 dicembre 1973 vennero eseguite le prove operative di accettazione del sistema d'arma, che prevedevano l'uso congiunto della direzione del tiro e del sistema di ricezione dei dati satellitari. Dopo tale data i lanci di prova continuarono e videro anche l'uso congiunto dei missile balistico R-27 e dell'antinave R-27K. Il sommergibile ed il missile R-27K furono formalmente accettati come adatti all'impiego operativo il 15 agosto 1975.
Utilizzando i dati ricevuti dall'esterno, il missile R-27K/SS-NX-13 sarebbe stato lanciato in immersione, e avrebbe avuto un raggio d'azione variabile tra 350-400 nm (650–740 km), con uno minimo di 27 nm (50 km). Il veicolo di rientro Maneuvering Re-Entry vehicle (MaRV) avrebbe avuto un CEP di 370 m, mentre la carica bellica era composta da testata nucleare con potenza variabile tra 0,5-1 Megatone. Il sistema d'arma non entrò mai in servizio per una serie di problemi emersi durante il suo sviluppo.

### La cancellazione del programma
Era previsto l'impiego del missile antinave R-27K anche sui sommergibili lanciamissili classe Yankee I (Project 667A), visto che il sistema d'arma era compatibile con il sistema di lancio D-5. Tuttavia, all'atto pratico, l'unico sottomarino sovietico equipaggiato con questo sistema d'arma fu il K-102, un battello diesel-elettrico della appositamente modificato come banco-prova per i test del nuovo missile. Anche se il missile R-27K poteva essere inserito nei tubi di lancio dei battelli Project 667A (designazione NATO classe Yankee), su tali battelli mancò l'attrezzatura necessaria per l'acquisizione del bersaglio e il successivo lancio del missile.
Lo sviluppo dell'R-27K provocò forti proteste da parte degli americani, per i quali tale ordigno violava il trattato sul controllo degli armamenti strategiciSALT I (Strategic Arms Limitation Talks). Ogni tubo di lancio destinato al missile R-27K veniva considerato dall'accordo SALT come assegnato all'uso di un missile balistico strategico. Le fortissime proteste diplomatiche, nonché i ripetuti fallimenti dei lanci sperimentali, portarono alla cancellazione del programma.
Secondo il Capo di Stato Maggiore della difesa americana dell'epoca l'SS-NX-13, se entrato in servizio, avrebbe potuto costituire un sistema d'arma formidabile, specie se utilizzato sui sommergibili nucleari classe Yankee I. Piuttosto preciso, data la sua natura tattica ed antinave era un missile balistico praticamente unico nel suo genere.

## Utilizzatori
Unione Sovietica
- Voenno-morskoj flot SSSR

### Annotazioni
1. ↑  Cioè senza alcuna autoguida terminale.
2. ↑  Tale CEP veniva calcolato sulla posizione stimata del bersaglio prima del lancio, e non su quella reale al momento dell'arrivo del missile.
3. ↑  Le agenzie di intelligence occidentali davano l'arma per entrata in servizio già nel corso del 1974.
4. ↑  Una testata in grado di manovrare durante la fase finale della traiettoria. L'unica di questo tipo dispiegata operativamente fu quella installata sul missile statunitense MGM-31 Pershing II.
5. ↑  Che era lo stesso installato sul K-102 (Project 605).
6. ↑  Secondo alcune fonti i satelliti di sorveglianza della serie LEGENDA non fornivano la prevista precisione, assolutamente necessaria per assicurare l'arrivo della testata sul bersaglio.
7. ↑  Nella primo decennio del XXI secolo la Cina ha sviluppato una versione antinave del missile DF-21, destinata espressamente all'uso contro i gruppi da battaglia americani dotati di portaerei, designata DF-21D.

### Fonti
1. ↑  Moore, Polmar 2004, p. 168.
2. 1 2 3 4 5 6 7 8 9 10 11  Bonsignore 2013, p. 38.
3. ↑  harpoondatabases.com Archiviato il 15 marzo 2014 in Internet Archive..
4. 1 2  Moore, Polmar 2004, p. 366.
5. ↑  Bonsignore 2013, p. 36.
6. 1 2 3 4 5 6 7 8 9 10 11 12 13 14  Moore, Polmar 2004, p. 180.
7. ↑  Bukharin, Podvig, Podvig 2004, p. 321.
8. ↑  Bukharin, Podvig, Podvig 2004, p. 322.
9. ↑  Bukharin, Podvig, Podvig 2004, p. 290.
10. ↑  Polmar, Noor 1991, p. 191 , sembra che il primo lancio sia avvenuto nel novembre 1973.
11. ↑  Bonsignore 2013, p. 37.
12. ↑  Moore, Polmar 2004, p. 345.